# Treindienstregeling 2010 in Nederland

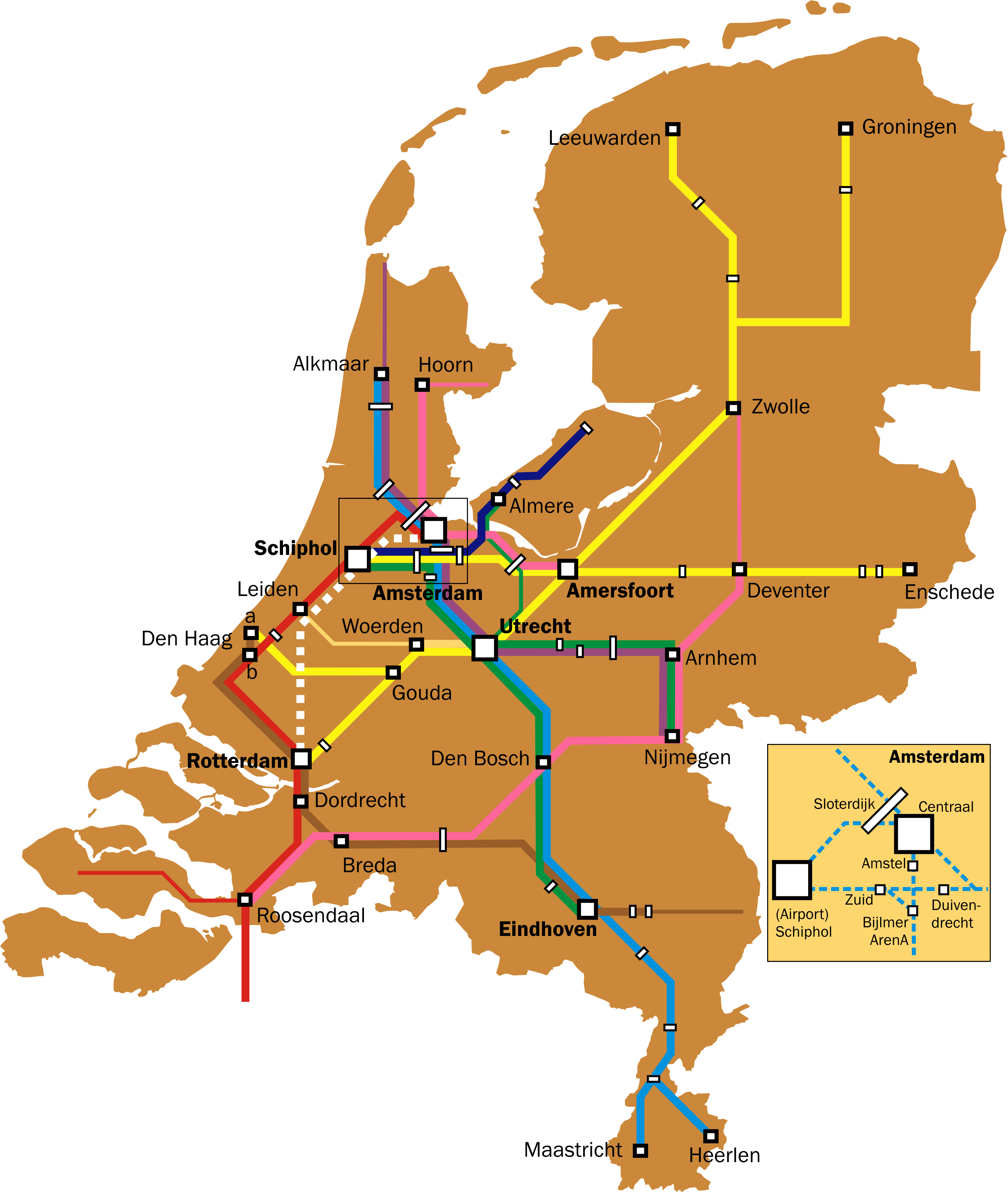
Nederlands intercitynetwerk 2010. (Dunne lijnen: intercity stopt op alle stations.)

Op 13 december 2009 is de dienstregeling 2010 van de Nederlandse Spoorwegen en de overige Nederlandse spoorvervoerders ingegaan. Hieronder de belangrijkste wijzigingen ten opzichte van de dienstregeling 2009.

## Nieuwe stations
Bij het ingaan van de nieuwe dienstregeling is tussen de stations Amsterdam Muiderpoort en Diemen station Amsterdam Science Park geopend, op 14 december is het tijdelijke station Nijverdal West in gebruik genomen. Op 13 juni 2010 werd tussen Heeze en Weert station Maarheeze geopend. Op 27 juni werd tussen Heerlen en Voerendaal het station Heerlen Woonboulevard geopend. De aanvankelijk geplande heropening van station Veendam is uitgesteld tot dienstregeling 2011.

## Wijzigingen in de dienstregeling
Wijzigingen in de dienstregeling zijn vermeld zoals ze in het spoorboekje en/of de reisplanner staan, of zoals de NS deze van plan is deze in de loop van de dienstregeling in te voeren. De dienstregeling van het rijdend materieel is nog onderhevig aan veranderingen. Zo wordt over iedere aanpassing onderhandeld met het LOCOV, dat onder meer de consumentenbelangen in de nieuwe dienstregeling vertegenwoordigt. Dit kan gedurende het jaar nog voor de nodige wijzigingen zorgen. Daarnaast geldt voor de gehele dienstregeling dat het uiteindelijk aan netbeheerder ProRail is om de benodigde spoorcapaciteit aan de NS toe te wijzen. In vorige jaren is duidelijk geworden dat hierdoor nogal wat geplande toevoegingen niet, of in aangepaste (afgeslankte) vorm in de uiteindelijke dienstregeling terugkwamen.

### Knooppunt Amersfoort
- De Intercity Amsterdam – Amersfoort, serie 1500, start/eindigt in Amersfoort Schothorst in plaats van Amersfoort. Deze rijdt dus niet meer in de brede spitsen van/naar Deventer. Tevens is deze serie gekoppeld aan de Intercity-verbinding Amsterdam – Enkhuizen (serie 4500), waardoor een rechtstreekse verbinding tussen Enkhuizen, Hilversum en Amersfoort is gekomen.
- De Intercity Rotterdam – Amersfoort, serie 2800, start/eindigt in Amersfoort in plaats van Amersfoort Schothorst. Verder start/eindigt deze Intercity in de brede spitsen in Deventer.
- De sprinter Amersfoort – Uitgeest is ingekort tot Amsterdam Centraal. Deze trein stopt niet te Amsterdam Science Park.

### Knooppunt Amsterdam en Utrechtse lijn
- De Intercity Enkhuizen – Amsterdam (serie 4500) wordt gekoppeld aan de Intercity Amsterdam – Amersfoort Schothorst (serie 1500).
- De Sprinter Amsterdam Centraal – Gouda – Rotterdam Centraal, serie 4000, start/eindigt in Uitgeest in plaats van Amsterdam Centraal, hierdoor heeft de Zaanlijn haar verbinding met Amsterdam Amstel en Amsterdam Bijlmer ArenA teruggekregen. Tussen Rotterdam en Amsterdam worden de vertrektijden gewijzigd. Te Breukelen gaat de overstaptijd naar en van de sprinter richting Utrecht van 5 minuten naar ca. 10 minuten.
- Naast serie 4000 wordt de Zaanlijn bediend door de serie 14700: Sprinter Uitgeest – Amsterdam Centraal.
- De Sprinter Breukelen – Rhenen, serie 7400, start/eindigt in de spits in Amsterdam Centraal, waar de treinserie gekoppeld is aan de serie 14700 van/naar Uitgeest. In de richting van Utrecht Centraal stopt deze trein niet te Amsterdam Muiderpoort en Amsterdam Amstel. Dit om ruimte te geven aan de ICE naar Duitsland. In de richting van Amsterdam Centraal wordt er wel op deze stations gestopt.
- De Sprinter Breukelen – Veenendaal Centrum, serie 17400, start/eindigt in de spits niet meer te Amsterdam Centraal.
- De treinserie 800 (Den Helder – Schagen –) Alkmaar – Maastricht/Heerlen rijdt tijdens de vakantieperiodes niet tussen (Den Helder –) Schagen en Alkmaar in de spits.

### Flevolijn
- De Stoptrein Hoofddorp – Amsterdam Zuid – Lelystad Centrum, serie 4300, start/eindigt te Almere Oostvaarders in plaats van Lelystad. 's Ochtends, 's avonds en zondags start/eindigt deze stoptrein wel te Lelystad.
- De Sprinter Uitgeest – Amsterdam – Almere Oostvaarders, serie 4700, start/eindigt te Amsterdam Centraal in plaats van Uitgeest. Deze serie wordt tevens vernummerd in 4600.
- De Intercity Almere Oostvaarders – Utrecht Centraal, serie 4900, start/eindigt te Almere Centrum in plaats van Almere Oostvaarders.
- De spits-Intercity Schiphol – Amsterdam Zuid – Lelystad Centrum, serie 14300, is vervangen door de serie 3700, deze rijdt van maandag tot zaterdag van 7.00 tot 20.00. Te Almere Centrum sluit deze intercity aan op de intercity uit Utrecht. Hierdoor ontstaat er een snellere verbinding tussen Utrecht en Lelystad vv.

### Zwolle – Enschede
In verband met de aanleg van een spoortunnel, onderdeel van het Combiplan Rijksweg 35, is er tijdelijk een knip gemaakt in deze lijn. De lijn is in twee stukken verdeeld en bediend door 2 treinseries:
- Stoptrein 7900 rijdt tussen Nijverdal en Enschede.
- Stoptrein 17900 rijdt tussen Zwolle en het tijdelijke station Nijverdal West.

Vanaf eind 2012 zal er, naar verwachting, weer een doorgaande treindienst zijn.

### Noord-Nederland

#### Arriva
- De sneltrein van Arriva tussen Groningen en Leeuwarden, die tot nog toe alleen op werkdagen reed, rijdt nu ook op zaterdag.
- De vertrektijden van de stoptrein Groningen – Roodeschool zijn aangepast en deze treinen stoppen nu ook weer in Sauwerd.
- Op het traject Groningen – Zuidbroek heeft Arriva de frequentie verhoogd van drie naar vier treinen per uur. De twee treinen per uur die eindigen in Zuidbroek worden later doorgetrokken naar het in 2011 te heropenen station Veendam.

#### Groningen/Leeuwarden – Zwolle
Oorspronkelijk was het plan van de NS om van maandag t/m vrijdag de stoptrein Groningen – Zwolle 2x per uur te laten gaan rijden in plaats van 1x per uur, waarbij beide intercity's (serie 500 Groningen – Den Haag en serie 700 Groningen – Schiphol) op dat traject alleen nog zouden stoppen te Assen. Op zaterdag en op zon- en feestdagen zou er niets veranderen op het traject.
Tegen het verdwijnen van de rechtstreekse verbinding met Amersfoort en Schiphol voor de stations Haren, Beilen en Hoogeveen kwam verzet uit de regio. Het LOCOV adviseerde om de intercity's in ieder geval ook in Hoogeveen te laten stoppen, om het zuiden van Drenthe een rechtstreekse verbinding met de rest van het land te laten behouden. De Tweede Kamer nam begin juli 2009 unaniem een motie aan waarin deze oproep werd ondersteund. De NS verklaarde hierop de nieuwe dienstregeling op dit traject niet in te voeren en in dienstregeling 2010 alles bij het oude te laten. In de dienstregeling 2010 rijden er net als eerdere jaren tussen Zwolle en Groningen één stoptrein en twee Intercity's, waarvan één overal stopt, en één alleen in Assen. De voorgestelde wijziging wordt echter per december 2012 alsnog doorgevoerd.

### Gouda – Alphen aan den Rijn – Leiden
De treindienst tussen Gouda en Alphen aan den Rijn wordt uitgevoerd met SGMm in plaats van de A32-trams. Daarnaast komen er meer directe verbindingen tussen Gouda en Leiden Centraal. In beide spitsen rijden er 8 slagen Leiden Centraal – Gouda v.v.. Hierdoor wordt ook de kwartierdienst op het traject Leiden Centraal – Alphen aan den Rijn langer volgehouden. Ook wordt buiten de spits de aansluiting tussen de Intercity Leiden – Utrecht en de Sprinter Alphen aan den Rijn – Gouda korter. Tevens rijden er op zondag twee treinen per uur tussen Alphen aan den Rijn – Gouda in plaats van een.

### Hogesnelheidslijn
De Thalys gaat over de HSL-Zuid rijden, de reis Amsterdam – Parijs wordt hierdoor met ongeveer 50 minuten verkort. Tussen Schiphol en Rotterdam kan de Thalys nog niet op volle snelheid rijden: op dit traject is de maximumsnelheid beperkt tot 160 km/h. Tussen Rotterdam en Antwerpen kan wel 300 km/h gereden worden.

## Wijzigingen vanaf juni 2010

### Dordrecht – Roosendaal – Vlissingen
De geplande wijzigingen als gevolg van de volledige ingebruikname van de HSL-Zuid zullen niet gedurende dit dienstregelingsjaar worden doorgevoerd.

### Wijzigingen bij volledig ingebruikname HSL-Zuid
Pas wanneer de HSL-Zuid volledig in gebruik genomen is wordt de dienstregeling op de Oude Lijn en Schiphollijn grondig aangepast. Hiervoor moeten minimaal vier treinen per uur rijden tussen Amsterdam en Rotterdam, waarvan minimaal 2 treinen per uur doorrijden naar Breda. De verwachting is dat dit pas na 2010 gaat gebeuren. De volgende wijzigingen worden dan doorgevoerd:

#### Oude LijnenSchiphollijn
- De doorgaande verbinding tussen Schiphol en Rotterdam via Den Haag HS vervalt. Voortaan rijdt er vier keer per uur een Intercity tussen Amsterdam, Haarlem, Den Haag HS en Rotterdam, en vier keer per uur een Intercity tussen Schiphol en Den Haag Centraal: 1 maal de Intercity Den Haag C – Schiphol – Groningen / Leeuwarden (serie 700), 1 maal de Intercity Den Haag C – Schiphol – Berlijn (serie 140/240) of Den Haag C – Schiphol – Enschede (serie 1600) en tweemaal de Intercity Den Haag C – Schiphol – Amsterdam C (serie 2600). Het oorspronkelijke idee om de internationale treinserie 140/240 alvast in december 2009 (voorlopig zonder stop in Leiden) naar Den Haag door te trekken, heeft men laten varen. De serie 2600 rijdt net zoals nu door als stoptrein naar Amsterdam Centraal en zal extra stoppen te Hoofddorp. De Intercity's van/naar Rotterdam geven in Leiden Centraal aansluiting op de Intercity's naar/van Schiphol.
- De Intercity Amsterdam Centraal – Schiphol – Vlissingen, serie 2100, gaat rijden via Haarlem in plaats van via Schiphol. Deze serie zal extra gaan stoppen te Amsterdam Sloterdijk, Heemstede-Aerdenhout, Den Haag Laan van NOI, Delft, Schiedam Centrum en Rotterdam Blaak. Hierdoor verschuiven de vertrektijden vanaf Rotterdam Centraal naar Vlissingen en vanaf Vlissingen tot Rotterdam met 6 tot 7 minuten.
- De sneltrein Amsterdam Centraal – Haarlem – Dordrecht (– Breda), serie 2200, wordt een Intercity. 's Avonds vanaf 22.00 uur zal deze starten/eindigen te Leiden Centraal in plaats van Amsterdam Centraal. Deze treinserie start/eindigt te Dordrecht en stopt niet meer te Rotterdam Lombardijen.
- De stoptrein Leiden – Dordrecht zal gaan rijden tussen Den Haag Centraal en Dordrecht en 1 maal per uur - tijdens de spits 2 maal per uur - doorrijden naar en van Breda. De tijden tussen Dordrecht en Breda worden aangepast, zodat er te Breda aansluiting ontstaat op de intercity naar en van Zwolle. Na ca. 20.00 uur, vanaf Dordrecht na 21.00 uur, wordt deze trein ingekort tot het traject Dordrecht – Breda. De laatste trein uit Breda blijft wel doorrijden naar Rotterdam. Tussen Den Haag Centraal en Dordrecht vormt deze trein samen met de treinen serie 5100 tot ca. 20.00 uur een kwartierdienst.
- De Stoptrein (Amsterdam Centraal –) Haarlem – Den Haag Centraal, serie 6300, zal in de spits niet meer starten/eindigen te Amsterdam Centraal. Bovendien vervalt te Leiden Centraal de aansluiting op de serie 2100. Van maandag t/m vrijdag vormt deze trein samen met de stoptrein naar Amsterdam Centraal via Schiphol en verder richting Almere tussen Den Haag Centraal en Leiden een kwartierdienst.

#### Noord-Holland
- De Sneltrein Hoorn – Haarlem – Den Haag Centraal, serie 3400, zal ingekort worden tot Hoorn – Haarlem.
- De Intercity Amsterdam Centraal – Zandvoort aan Zee, serie 5400, zal omgezet worden in een stoptrein, wat praktisch gezien betekent dat de trein ook gaat stoppen op station Haarlem Spaarnwoude.

#### Flevo- en Gooilijn
- De Intercity Lelystad Centrum – Amsterdam Centraal – Hoofddorp, serie 3900, zal starten/eindigen te Amsterdam Centraal in plaats van Hoofddorp.
- De Sprinter Almere Oostvaarders – Amsterdam Centraal (serie 4600), zal in Amsterdam worden gekoppeld aan de nieuwe stoptrein Amsterdam Centraal – Schiphol – Leiden (– Den Haag Centraal), serie 13900.
- De Stoptrein Utrecht Centraal – Hilversum – Leiden Centraal, serie 5700, zal starten/eindigen te Hoofddorp in plaats van Leiden Centraal.